# Karl Wagner (Widerstandskämpfer, 1909)
|  | Dieser Artikel oder Abschnitt wurde wegen inhaltlicher Mängel auf der Qualitätssicherungsseite der Redaktion Geschichte eingetragen (dort auch Hinweise zur Abarbeitung dieses Wartungsbausteins). Dies geschieht, um die Qualität der Artikel im Themengebiet Geschichte auf ein akzeptables Niveau zu bringen. Dabei werden Artikel gelöscht, die nicht signifikant verbessert werden können. Bitte hilf mit, die Mängel dieses Artikels zu beseitigen, und beteilige dich bitte an der Diskussion! |

Karl Wagner (* 13. Mai 1909 in Morsbach am Kocher; † 8. Oktober 1983 in Karlsruhe) war ein deutscher kommunistischer Widerstandskämpfer gegen den Nationalsozialismus und politischer Häftling in Konzentrationslagern zur Zeit des Nationalsozialismus.

## Leben
Wagner war Arbeitersohn und gelernter Kunststeinarbeiter. Im Winter 1931 wurde er arbeitslos. Er war Gegner der Nationalsozialisten, wurde Mitglied der Baugewerkschaft und schloss sich der KPD an. Nach der nationalsozialistischen Machtübernahme wurde er im März 1933 verhaftet und kam für drei Monate in das frühe KZ Heuberg. Im April 1935 wurde er erneut verhaftet und zu einer Gefängnisstrafe verurteilt. Im Dezember 1936 kam er im KZ Dachau in Haft, war dort „Zweitmaliger“, die Bezeichnung für mehrfach Inhaftierte.
Im KZ Dachau kam er zunächst in die Strafkompanie. Später wurde er Funktionshäftling, zuerst Baukapo, dann Lagerkapo. 1942 war er Baukapo des Häftlingskommandos, welches das neue Krematoriumsgebäude, später Baracke X genannt, erbaute.
Er wurde Mitglied einer illegalen deutschen kommunistischen Widerstandsorganisation, die vereinzelt Kontakt zu weiteren kommunistisch orientierten Häftlingen unterhielt. Von einer „internationalen Lagerleitung“, die von deutschen kommunistischen Häftlingen geleitet worden sei, kann man in den Jahren 1942 und 1943 keinesfalls sprechen. Erst in der Schlussphase des Krieges entstand eine „internationale Lagerleitung“ im KZ Dachau.
Die Mitglieder der kommunistischen Gruppe hatten mittlere und untere Häftlingspositionen im Lager erreicht. Die Positionen „Lagerältester“ und „Krankenrevierkapo“ hatten zeitweise mehr mit Hinrichtungen und Morden zu tun. Da kommunistische Häftlinge die hohen Positionen zu diesen Zeiten nicht innehatten, konnten sie sich im Kampf um Häftlings-Machtpositionen moralisch nicht schuldig machen.
Im April 1943 wurde Karl Wagner „Lagerältester“ des KZ-Außenlagers München-Allach. Später wurde Wagner der Position des Lagerältesten enthoben, da er sich geweigert hatte, einen Häftling auszupeitschen. Karl Wagner wurde durch die Baukommandos auch im Stubaital gefangen gehalten. Später wurde er in das KZ Buchenwald gebracht, wo er im April 1945 die Befreiung erlebte. Er trat 1968 der neukonstituierten DKP bei.

## Schriften
- Karl Wagner: Erinnerungen an Neustift, Beitrag zur Geschichte des antifaschistischen Widerstands 1942-45 in Neustift/Stubai
- Karl Wagner: Kapo und Kamerad. In: Dachauer Hefte 7 (1991), S. 57.
- Karl Wagner: Ich schlage nicht. Karlsruhe, 1980. (online)